# 日本証券代行
日本証券代行株式会社（にほんしょうけんだいこう、英：JAPAN SECURITIES AGENTS, LTD.）は、かつて存在した証券代行業務を主としていた企業。三井住友信託銀行の連結子会社で三井住友トラストグループに属していた。

## 事業内容
- 株式事務から株主総会運営、資本戦略などのコンサルティングを行う証券代行業務。
- 証券保管振替制度にかかる口座管理機関業務。
- 投資信託のドキュメント類の需給データ処理業務。

## 沿革
- 1950年9月13日 - 証券処理調整協議会（株式の名義書換取次等を行う政府機関）の職員、事務所を引継ぎ設立。[1]
- 1956年5月 - 名義書換代理人業務開始。[1]
- 1961年10月 - 大阪証券取引所市場第二部・名古屋証券取引所市場第二部に上場。[1]
- 1962年12月 - 中央信託銀行（現、三井住友信託銀行）発足に伴い、名義書換代理人業務を営業譲渡。[1]
- 1971年3月 - 名義書換代理人業務を再開。[1]
- 2000年12月 - 東京証券取引所市場第二部に上場。[1]
- 2002年8月 - 住友信託銀行（現、三井住友信託銀行）との共同出資で証券代行事務、システムを担う日本TAソリューション（現、三井住友トラストTAソリューション）を設立。[1]
- 2003年1月 - 証券業登録（逐次、清算取次、売買取次、PTS業務を開始）。[1]
- 2006年10月1日 - 日本電子計算と株式移転による持株会社JBISホールディングスを設立し、100％子会社となる。[1][2]
- 2012年4月2日 - JBISホールディングスから三井住友信託銀行、日本証券金融に株式譲渡。三井住友信託銀行の連結子会社となる。[1][3]
- 2013年3月1日 - 100％子会社のJBISビジネスサービスを吸収合併。[1][4]
- 2025年1月1日 - 東京証券代行と共に三井住友信託銀行に吸収合併され解散[5]。日本証券代行が手掛けていた事業は三井住友信託銀行が継承した。

## 不祥事
2020年9月24日に三井住友信託銀行が公表したプレスリリースによると、当社が受託した株主総会の議決権行使集計業務について、三井住友トラストTAソリューションを通じて再委託した日本株主データサービスにおいて、2020年5月から7月に開催された株主総会のうち当社が受託した46社で株主総会の議決権行使を巡り、期限当日に届いた議決権行使書を集計から外すといった不適切処理が行われていた。